# 諸田玲子
諸田 玲子（もろた れいこ、1954年3月7日 - ）は、日本の小説家。静岡県静岡市生まれ。父は詩人の諸田政一。

## 略歴
上智大学文学部英文科卒業。フリーアナウンサー、化粧品会社勤務を経て、テレビドラマのノベライズや翻訳を手がけた後、作家活動に入る。
1996年に『眩惑』で小説家デビュー。

## 受賞歴
太字は受賞
- 2000年、『誰そ彼れ心中』で第21回吉川英治文学新人賞候補、『幽恋舟』で第13回山本周五郎賞候補。
- 2002年、『あくじゃれ瓢六』で第126回直木三十五賞候補、『笠雲』で第23回吉川英治文学新人賞候補、『源内狂恋』で第15回山本周五郎賞候補。
- 2003年、『其の一日』で第24回吉川英治文学新人賞受賞、『犬吉』で第9回中山義秀文学賞候補。
- 2005年、『山流し、さればこそ』で第11回中山義秀文学賞候補。
- 2007年、『奸婦にあらず』で第26回新田次郎文学賞受賞。
- 2009年、『美女いくさ』で第15回中山義秀文学賞候補。
- 2011年、『お順 勝海舟の妹と五人の男』で第17回中山義秀文学賞候補。
- 2012年、『四十八人目の忠臣』で第1回歴史時代作家クラブ賞（作品賞）受賞。
- 2013年、『ともえ』で第3回本屋が選ぶ時代小説大賞候補。
- 2018年、『今ひとたびの、和泉式部』で第10回親鸞賞受賞。

## 作品リスト

### 小説

#### お鳥見女房シリーズ
- お鳥見女房（2001年6月 新潮社 / 2005年7月 新潮文庫）
- 蛍の行方（2003年1月 新潮社 / 2006年11月 新潮文庫）
- 鷹姫さま（2004年9月 新潮社 / 2007年9月 新潮文庫）
- 狐狸の恋（2006年8月 新潮社 / 2008年9月 新潮文庫）
- 巣立ち（2008年11月 新潮社 / 2011年9月 新潮文庫）
- 幽霊の涙（2011年9月 新潮社）
- 来春まで（2013年5月 新潮社）

#### あくじゃれ瓢六捕物帖
- あくじゃれ瓢六（2001年11月 文藝春秋）
  - 【改題】あくじゃれ―瓢六捕物帖（2004年11月 文春文庫）
- こんちき（2005年7月 文藝春秋 / 2007年7月 文春文庫）
- べっぴん（2009年4月 文藝春秋 / 2011年11月 文春文庫）
- 再会（2013年7月 文藝春秋）

#### 天女湯おれんシリーズ
- 天女湯おれん（2005年12月 講談社 / 2007年12月 講談社文庫） - 『週刊現代』連載の「おれん湯女草紙」を改題
- 天女湯おれん これがはじまり（2010年10月 講談社 / 2012年5月 講談社文庫）
- 春色恋ぐるい（2011年2月 講談社）

#### 狸穴あいあい坂シリーズ
- 狸穴あいあい坂（2007年8月 集英社 / 2010年9月 集英社文庫）
- 恋かたみ（2011年7月 集英社）
- 心がわり（2012年12月 集英社）

#### その他
- 『眩惑』（1996年11月 ラインブックス / 2000年5月 徳間文庫）(短編集）
- 『からくり乱れ蝶』（1997年10月 徳間書店 / 2005年7月 講談社文庫）
- 『まやかし草紙』（1998年5月 新潮社）
  - 【改題】『王朝まやかし草紙』（2010年1月 新潮文庫）
- 『空っ風』（1998年8月 講談社 / 2001年9月 講談社文庫）(小政）
- 『誰そ彼れ心中』（1999年2月 新潮社 / 2003年9月 新潮文庫）
- 『灼恋』（1999年6月 徳間書店）(飯塚染子)
- 『幽恋舟』（2000年1月 新潮社 / 2004年10月 新潮文庫）
- 『鬼あざみ』（2000年4月 講談社 / 2003年6月 講談社文庫）
- 『氷葬』（2000年10月 文藝春秋 / 2004年1月 文春文庫）
- 『蓬莱橋にて』（2000年12月 祥伝社 / 2004年4月 祥伝社文庫）
- 『月を吐く』（2001年4月 集英社 / 2003年11月 集英社文庫）(築山殿)
- 『笠雲』（2001年9月 講談社 / 2004年9月 講談社文庫）（大政）
- 『源内狂恋』（2002年1月 新潮社）
  - 【改題】『恋ぐるい』（2006年4月 新潮文庫）
- 『髭麻呂』（2002年6月 集英社）
  - 【改題】髭麻呂 王朝捕物控え（2005年5月 集英社文庫）
- 『其の一日』（2002年11月 講談社 / 2005年12月 講談社文庫）(短編集）
- 『坐漁の人』（2003年2月 ラインブックス）(清水市を舞台にした短編集）
- 『犬吉』（2003年3月 文藝春秋 / 2006年3月 文春文庫）
- 『恋ほおずき』（2003年7月 中央公論新社 / 2006年7月 中公文庫） - 『婦人公論』連載
- 『仇花』（2003年10月 光文社 / 2007年3月 光文社文庫）養儼院(お六）
- 『紅の袖』（2004年4月 新潮社）
  - 【改題】『黒船秘恋』（2009年3月 新潮文庫）
- 『山流し、さればこそ』（2004年12月 角川書店 / 2008年1月 角川文庫）
- 『末世炎上』（2005年1月 講談社 / 2008年6月 講談社文庫）
- 『昔日より』（2005年4月 講談社 / 2008年12月 講談社文庫）(短編集）
- 『木もれ陽の街で』（2006年4月 文藝春秋 / 2009年2月 文春文庫）
- 『希以子』（2006年7月 小学館 / 2009年7月 小学館文庫）
- 『奸婦にあらず』（2006年11月 日本経済新聞社 / 2009年11月 文春文庫）角川文庫、2005 - 2006 日本経済新聞連載（村山たか）
- 『青嵐』（2007年3月 祥伝社 / 2010年3月 角川文庫）（森の石松）
- 『恋縫』（2007年3月 集英社文庫）
- 『かってまま』（2007年6月 文藝春秋 / 2010年7月 文春文庫）
- 『おんな泉岳寺』（2007年11月 集英社文庫）（短編集）
- 『日月めぐる』（2008年2月 講談社 / 2011年3月 講談社文庫）（連作）
- 『遊女（ゆめ）のあと』（2008年4月 新潮社 / 2010年9月 新潮文庫）
- 『美女いくさ』（2008年9月 中央公論新社 / 2010年9月 中公文庫）崇源院（小督）
- 『めおと』（2008年12月 角川文庫）(短編集）
- 『楠（くす）の実が熟すまで』（2009年7月 角川書店 / 2012年7月 角川文庫）
- 『きりきり舞い』（2009年9月 光文社 / 2012年1月 光文社文庫）(十返舎一九の娘）
  - 『相も変わらずきりきり舞い』光文社 2014　のち文庫
  - 『旅は道づれきりきり舞い』光文社, 2019.5　のち文庫
  - 『きりきり舞いのさようなら』光文社, 2021.12
- 『軽井沢令嬢物語』（2010年3月 潮出版社）
- 『思い出コロッケ』（2010年6月 新潮社 / 2012年12月 新潮文庫）
- 『炎天の雪』（2010年8月 集英社 / 2013年7月 集英社文庫）
- 『お順 勝海舟の妹と五人の男』（2010年12月 毎日新聞社）のち文春文庫
- 『四十八人目の忠臣』（2011年10月 毎日新聞社）のち集英社文庫　（忠臣蔵）
- 『花見ぬひまの』（2012年9月 中央公論新社）のち文庫（短編集）
- 『ともえ』（2013年9月 平凡社）(松尾芭蕉、巴御前）文春文庫、2017
- 『王朝小遊記』文藝春秋 2014　のち文庫
- 『波止場浪漫』日本経済新聞出版社 2014　（清水次郎長の娘）のち文春文庫
- 『帰蝶』PHP研究所 2015　のち文庫
- 『梅もどき』KADOKAWA, 2016.10 のち文庫　（蓮華院 (徳川家康側室))
- 『風聞き草墓標』新潮社, 2016.3 改題「闇の峠」新潮文庫
- 『森家の討ち入り』講談社, 2017.12 のち文庫　（忠臣蔵）
- 『今ひとたびの、和泉式部』集英社, 2017.3 のち文庫
- 『元禄お犬姫』中央公論新社, 2018.5　のち文庫
- 『尼子姫十勇士』毎日新聞出版, 2019.3 のち集英社文庫
- 『しのぶ恋 浮世七景』文藝春秋, 2020.12 （短編集）
- 『女だてら』KADOKAWA, 2020.7 （原采蘋を描く）
- 『ちよぼ 加賀百万石を照らす月』新潮社, 2020.9 （寿福院を描く）
- 『登山大名』2024.3 - 2025.3 日本経済新聞 連載[2]（中川久清を描く）